# 大沼地女孩

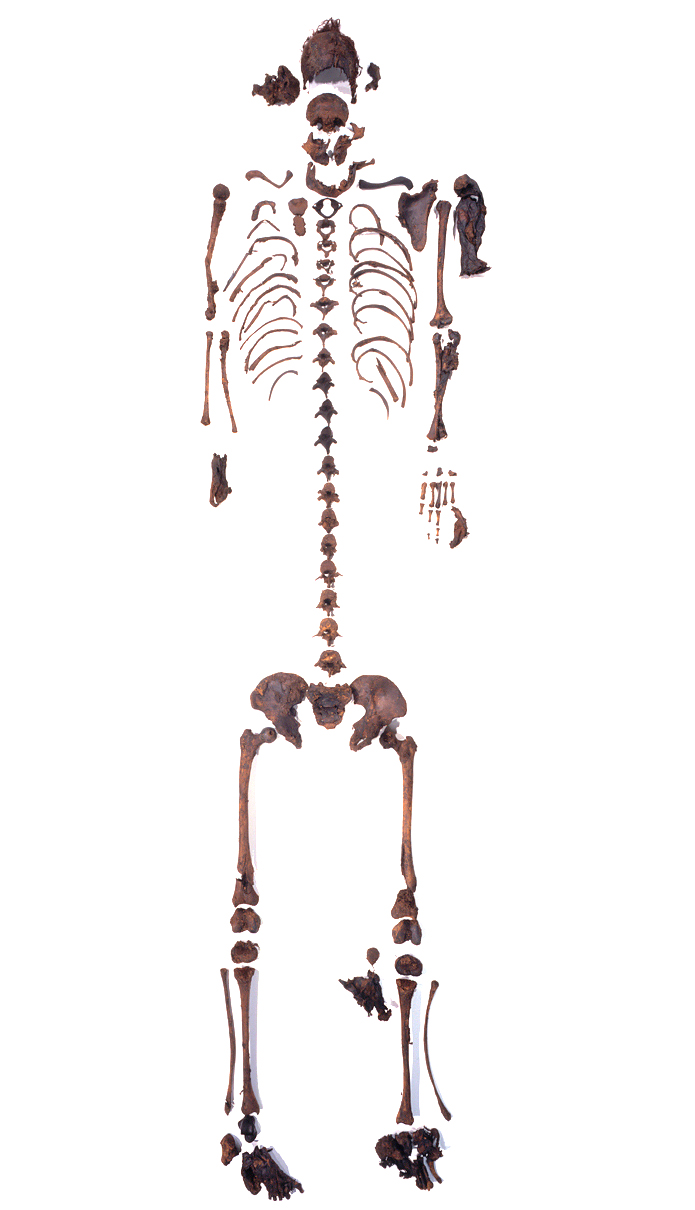
女孩的骨骼

大沼地女孩（英語：Girl of the Uchter Moor或Moora）是一個生活在铁器时代的女性，大沼地女孩于2000年在德国乌特附近的沼泽地中发现，被發現時大沼地女孩以酸沼木乃伊的形式保存。現今大沼地女孩的遺骸包括椎骨、头发和头骨碎片。遺骸研究始于2005年。在基尔大学進行的放射性碳定年法表明，大沼地女孩生活於公元前764至公元前515年之間。据估计，大沼地女孩除了一个肩胛骨外，其他身体部位都已被发现。
在进行DNA分析和放射性碳定年法測量之前，尸体最初被认为是16岁的女孩Elke Kerll，后者于1969年在去了一家舞蹈俱乐部后失踪。

## 分析
大沼地女孩死亡年齡被确定为17至19岁之間。 她是一個左撇子。大沼地女孩生前经历過艰苦的体力劳动，并可能在穿越沼泽地時攜帶過重物，例如水壶。根据汉堡-埃本多夫大学医学中心的萨林·丹尼斯（Saring Dennis）的说法，大沼地女孩至少有過两次局部颅骨骨折。大沼地女孩还因冬季的艰苦而长期处于患病状态。大沼地女孩的骨骼生长线表明，在她的童年和青年时期就慢性营养不良。大沼地女孩也被诊断出在她的颅骨底部有良性肿瘤，这导致了脊柱弯曲和腿骨的慢性炎症。但是大沼地女孩的死因未知，仅知大沼地女孩在陷入沼泽时全身赤裸。

## 面部復原
大沼地女孩的面部已被復原過四次，其中两次是通過電腦復原。復原艺术家只能大致猜測女孩的嘴唇形状，头发的颜色和肤色，类似于亞迪爾女孩頭部的过程。電腦復原則由Ursela Wittwer-Backofen負責。

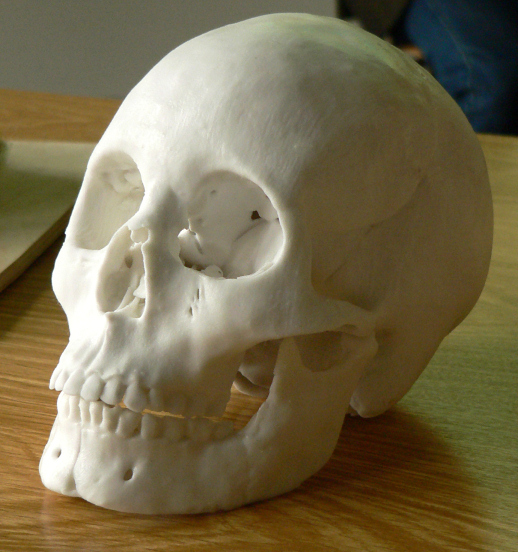
头骨的3D復原
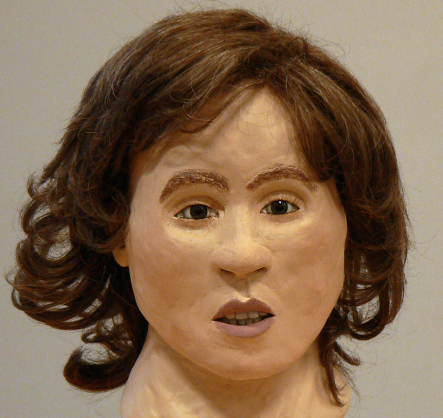
帶有棕色头发的面部復原
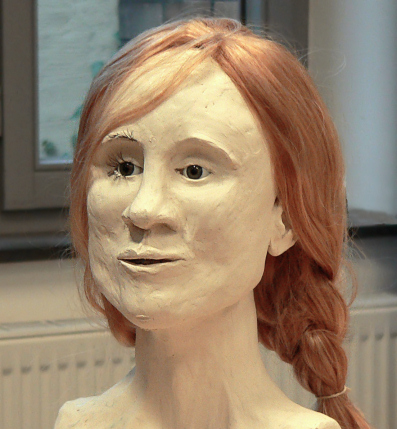
帶有红头发的面部復原